# Hydrophoria melaena
Hydrophoria melaena är en tvåvingeart som beskrevs av Stein 1907. Hydrophoria melaena ingår i släktet Hydrophoria och familjen blomsterflugor. Inga underarter finns listade i Catalogue of Life.